# Sabulodes versiplaga
Sabulodes versiplaga là một loài bướm đêm trong họ Geometridae.